# Thomas Bryant
Thomas Jermaine Bryant (Rochester, 31 luglio 1997) è un cestista statunitense, professionista in NBA con gli Indiana Pacers.

## Carriera
È stato selezionato dagli Utah Jazz al secondo giro del Draft NBA 2017 (42ª scelta assoluta).

## Statistiche
| † | Denota una stagione in cui ha vinto il titolo |

### NCAA
| Anno      | Squadra          | PG | PT | MP   | TC%  | 3P%  | TL%  | RP  | AP  | PRP | SP  | PP   |
| --------- | ---------------- | -- | -- | ---- | ---- | ---- | ---- | --- | --- | --- | --- | ---- |
| 2015-2016 | Indiana Hoosiers | 35 | 35 | 22,6 | 68,3 | 33,3 | 70,6 | 5,8 | 1,0 | 0,5 | 0,9 | 11,9 |
| 2016-2017 | Indiana Hoosiers | 34 | 34 | 28,1 | 51,9 | 38,3 | 73,0 | 6,6 | 1,5 | 0,8 | 1,5 | 12,6 |
| Carriera  | Carriera         | 69 | 69 | 25,3 | 59,2 | 37,3 | 71,8 | 6,2 | 1,2 | 0,6 | 1,2 | 12,2 |

#### Massimi in carriera
- Massimo di punti: 31 vs Pennsylvania State (1º febbraio 2017)[1]
- Massimo di rimbalzi: 13 (2 volte)
- Massimo di assist: 4 (3 volte)
- Massimo di palle rubate: 3 vs Southeast Missouri State (4 dicembre 2016)
- Massimo di stoppate: 5 vs Iowa (9 marzo 2017)
- Massimo di minuti giocati: 44 vs Pennsylvania State (1º febbraio 2017)

### NBA

#### Regular Season
| Anno       | Squadra        | PG  | PT  | MP   | TC%  | 3P%  | TL%  | RP  | AP  | PRP | SP  | PP   |
| ---------- | -------------- | --- | --- | ---- | ---- | ---- | ---- | --- | --- | --- | --- | ---- |
| 2017-2018  | L.A. Lakers    | 15  | 0   | 4,8  | 38,1 | 10,0 | 55,6 | 1,1 | 0,4 | 0,1 | 0,1 | 1,5  |
| 2018-2019  | Wash. Wizards  | 72  | 53  | 20,8 | 61,6 | 33,3 | 78,1 | 6,3 | 1,3 | 0,3 | 0,9 | 10,5 |
| 2019-2020  | Wash. Wizards  | 46  | 36  | 24,9 | 58,1 | 40,7 | 74,1 | 7,2 | 1,8 | 0,5 | 1,1 | 13,2 |
| 2020-2021  | Wash. Wizards  | 10  | 10  | 27,1 | 64,8 | 42,9 | 66,7 | 6,1 | 1,5 | 0,4 | 0,8 | 14,3 |
| 2021-2022  | Wash. Wizards  | 27  | 9   | 16,3 | 52,0 | 28,6 | 87,5 | 4,0 | 0,9 | 0,2 | 0,8 | 7,4  |
| 2022-2023† | L.A. Lakers    | 41  | 25  | 21,4 | 65,4 | 44,0 | 74,1 | 6,8 | 0,7 | 0,3 | 0,6 | 12,1 |
| 2022-2023† | Denver Nuggets | 18  | 1   | 11,4 | 48,5 | 44,4 | 72,2 | 3,3 | 0,1 | 0,1 | 0,4 | 4,6  |
| 2023-2024  | Miami Heat     | 38  | 4   | 11,6 | 57,7 | 18,2 | 87,2 | 3,7 | 0,6 | 0,3 | 0,4 | 5,7  |
| 2024-2025  | Miami Heat     | 10  | 0   | 11,5 | 42,9 | 35,3 | 100  | 3,2 | 0,4 | 0,1 | 0,9 | 4,1  |
| 2024-2025  | Indiana Pacers | 56  | 8   | 15,1 | 51,5 | 32,1 | 83,0 | 3,9 | 0,9 | 0,5 | 0,6 | 6,9  |
| Carriera   | Carriera       | 333 | 146 | 17,7 | 58,2 | 34,6 | 77,8 | 5,1 | 1,0 | 0,3 | 0,7 | 8,9  |

#### Playoffs
| Anno     | Squadra        | PG | PT | MP  | TC%  | 3P%  | TL%  | RP  | AP  | PRP | SP  | PP  |
| -------- | -------------- | -- | -- | --- | ---- | ---- | ---- | --- | --- | --- | --- | --- |
| 2023†    | Denver Nuggets | 1  | 0  | 0,0 | -    | -    | -    | 0,0 | 0,0 | 0,0 | 0,0 | 0,0 |
| 2024     | Miami Heat     | 2  | 0  | 9,0 | 71,4 | 0,0  | 66,7 | 2,5 | 0,5 | 0,0 | 0,0 | 6,0 |
| 2025     | Indiana Pacers | 20 | 0  | 8,4 | 48,5 | 50,0 | 78,6 | 1,4 | 0,2 | 0,2 | 0,3 | 2,6 |
| Carriera | Carriera       | 23 | 0  | 8,0 | 52,5 | 45,0 | 76,5 | 1,4 | 0,2 | 0,2 | 0,3 | 2,8 |

#### Massimi in carriera
- Massimo di punti: 31 (2 volte)[2]
- Massimo di rimbalzi: 19 vs Phoenix Suns (27 marzo 2019)
- Massimo di assist: 6 (2 volte)
- Massimo di palle rubate: 4 vs Boston Celtics (13 agosto 2020)
- Massimo di stoppate: 4 (2 volte)
- Massimo di minuti giocati: 40 vs Denver Nuggets (31 marzo 2019)

### G League
| Anno      | Squadra          | PG | PT | MP   | TC%  | 3P%  | TL%  | RP   | AP  | PRP | SP  | PP   |
| --------- | ---------------- | -- | -- | ---- | ---- | ---- | ---- | ---- | --- | --- | --- | ---- |
| 2017-2018 | South Bay Lakers | 37 | 35 | 30,7 | 59,7 | 36,4 | 67,4 | 7,4  | 2,1 | 0,6 | 1,5 | 19,7 |
| 2018-2019 | Capital C. Go-Go | 1  | 1  | 32,9 | 58,3 | 33,3 | 85,7 | 16,0 | 3,0 | 1,0 | 3,0 | 21,0 |
| Carriera  | Carriera         | 38 | 36 | 30,7 | 59,6 | 36,4 | 68,3 | 7,5  | 2,1 | 0,6 | 1,6 | 19,7 |

## Palmarès
- All-NBDL First Team (2018)
- All-NBDL All-Rookie First Team (2018)

### NBA
- Campionato NBA: 1

Denver Nuggets: 2023